# Fredrik Reinfeldt
John Fredrik Reinfeldt ( Haninge, 4. kolovoza 1965.), švedski je političar. Nakon što su politička desnica i Alijansa za Švedsku dobili najviše glasova na izborima 2006. postaje švedski premijer i tu dužnost obnaša od 6. listopada 2006. Vođa je Stranke umjerenih od 2003. 
Reinfeldt postaje članom omladine Stranke umjerenih 1983., a njen vođa postaje 1992. sve do 1995. Bio je član riksdaga od 1991., kao predstavnik okruga svog grada. Poslije gubitka izbora 1994. od strane Stranke umjerenih, Reinfeldt počinje kritizirati vođu stranke Carla Bildta, okrivljujući ga za izborni poraz. Poslije smjene generacija u stranci 1999. i izbora 2002. Reinfeldt postaje sve utjecajnija osoba u Stranci umjerenih.
Izabran je za vođu stranke 25. listopada 2003., a na toj funkciji zamijenio je Boa Lundgrena. Pod njegovim vođstvom stranka se naginje prema političkom centru. Poslije izbora održanih 17. rujna 2006., Reinfeldt postaje premijer Švedske 5. listopada. Zajedno s tri druge stranke centra-desnice, Rheinfeldt upravlja jednom koalcijskom vladom koja ima većinu u riksdagu. Ovu funkciju je počeo obnašati s 41 godinu i to ga čini trećim najmlađim premijerom Švedske poslije Roberta Themptandera i Rickarda Sandlera.
Stanuje u mjestu Täby sjeverno od Stockholma a oženjen je s Filippom Reinfeldt, koja obnaša dužnost u komunalnom vijeću Stranke umjerenih za Stockholms län. Par ima troje djece.